# Dužice (Czarnogóra)
Dužice (cyr. Дужице) – wieś w Czarnogórze, w gminie Pljevlja. W 2011 roku liczyła 7 mieszkańców.